# Ocyptamus octomaculatus
Ocyptamus octomaculatus är en tvåvingeart som beskrevs av Thompson 1976. Ocyptamus octomaculatus ingår i släktet Ocyptamus och familjen blomflugor. Inga underarter finns listade i Catalogue of Life.